# Giuseppe Lazzati
Giuseppe Lazzati (ur. 22 czerwca 1909 w Mediolanie, zm. 18 maja 1986 tamże) – włoski polityk i literat, profesor, deputowany do włoskiego parlamentu w latach 1948−1953, założyciel Świeckiego Instytutu Chrystusa Króla, Czcigodny Sługa Boży Kościoła katolickiego.

## Życiorys
Przyszedł na świat w Mediolanie w rodzinie Carla i Angeli Mezzanotte. W okresie dzieciństwa i wczesnej młodości widział stale umacniające się wpływy faszyzmu w północnych Włoch.
W 1927 Lazzati rozpoczął studia literatury klasycznej na Katolickim Uniwersytecie Najświętszego Serca w Mediolanie, którego rektorem był o. Agostino Gemelli OFM. Pracę magisterską obronił w 1931, mając 22 lata. W tym samym roku podjął decyzję o pozostaniu do końca życia celibatariuszem i złożył ślub celibatu. W latach 1934−1945 był prezesem diecezjalnej sekcji Akcji Katolickiej młodzieży (wł. Azione Cattolica Italiana). Wtedy też rozpoczął karierę uniwersytecką. Wykładał starożytną literaturę chrześcijańską. W tym samym roku założył sodalicję konsekrowanych mężczyzn „Milites Christi”.
W czasie II wojny światowej był porucznikiem 5 pułku tzw. „Alpini” regimentu trydenckiego włoskiego wojska. Po odmowie złożenia przysięgi na wierność Włoskiej Republice Socjalnej, został aresztowany w Merano. Był więziony najpierw w Rumie w Tyrolu, potem w Dęblinie, Oberlangen, Sandbostel i Wietzendorf.
Lazzati powrócił do Włoch w sierpniu 1945. Wraz z ks. Giuseppe Dossettim i Giorgio La Pirą zaangażował się w działalność społeczną i polityczną. W 1946 wszedł do władz Chrześcijańskiej Demokracji. Był deputowanym Zgromadzenia Konstytucyjnego Republiki Włoskiej (1946−1948) oraz posłem pierwszej kadencji (wł. Prima Legislatura della Repubblica Italiana) włoskiego parlamentu (1948−1953).
Po powrocie do Mediolanu poświęcił się pracy formacyjnej laikatu. Po przybyciu do Mediolanu nowego arcybiskupa Giovanniego Battisty Montiniego, przyszłego papieża Pawła VI, podjął się kolejnych zadań dla dobra wspólnoty eklezjalnej: m.in. przyjął funkcję dyrektora naczelnego dziennika L'Italia (1961−1964).
Powrócił do pracy dydaktycznej na uczelni w 1968. Jego następcą na katedrze uniwersyteckiej został późniejszy kaznodzieja domu papieskiego franciszkanin kapucyn o. Raniero Cantalamessa OFMCap. W obliczu niepokojów i gwałtownych zmian, jakie widoczne były w środowiskach studenckich końca lat 60. XX w., Giuseppe Lazzati został rektorem własnej Alma Mater, zastępując na tym stanowisku Ezio Franceschiniego.
W ostatnich latach życia był zaangażowany w promocję etycznych walorów w polityce. W obliczu kryzysu w polityce włoskiej założył w 1984 stowarzyszenie „Città dell'uomo”, nawiązujące do dziedzictwa „Civitas Humana”.
Zmarł w wieku 77 lat, 18 maja 1986 w Mediolanie, został pochowany w eremie San Salvatore. We Włoszech istnieje stowarzyszenie jego imienia: Fondazione Giuseppe Lazzati, z siedzibą w Mediolanie przy Largo Corsia dei Servi 4.

## Dzieła
- Per una nuova maturità del laicato, 1987
- Chiesa, cittadinanza e laicità, 2004
- La verità vi farà liberi, 2006

## Proces beatyfikacyjny
Proces beatyfikacyjny rozpoczęto z inicjatywy Instytutu Świeckiego Chrystusa Króla w 1991. Fazę diecezjalną zakończono w 1996. Prace cieszyły się dużym wsparciem metropolity mediolańskiego kard. Carlo Maria Martiniego SJ.